# Citheronula armata
Citheronula armata är en fjärilsart som beskrevs av Rothschild 1907. Citheronula armata ingår i släktet Citheronula och familjen påfågelsspinnare. Inga underarter finns listade i Catalogue of Life.